# Lamine Fathi
Pour les articles homonymes, voir Fathi.
 (juillet 2022).
Lamine Fathi, né le 23 juin 1979 à Colombes, est un athlète français de roller acrobatique, rookie of the year 2001, 
Vice-champion d'Europe de roller sur rampe, Champion de France de rampe.
Il a participé aux plus grosses compétitions du monde : X-Games, Gravity Games, ASA Pro Tour, et LG Action Sport, Fise, Bercy[réf. nécessaire].
Lamine Fathi : record du monde 2004 avec une hauteur de 4,70 m sur banks France3 Été de tous les records (France) validé à l'émission de tous les records sur France3 par le Guinness Book Records[réf. nécessaire].
Record en crossover sur la rampe ils se sont croisés à quatre dans les airs à roller, avec Taig Khris , Fabrice, Anis[réf. nécessaire].
Lamine Fathi est connu pour son style propre et très aérien sur la rampe et le street dans le sport extrême. Parallèlement à sa carrière de sportif, il est aussi un acteur dans le spectacle de Blanca Li (Macadam-Macadam) qui a connu un très gros succès notamment en recevant un Globe de Cristal 2007 du Meilleur spectacle dans la catégorie Opéra/Danse. Apparition dans le film Les Chatouilles Andréa Bescond et Éric Métayer. Apparition dans un épisode de Navarro avec Gaspard Ulliel  La machination réalisé par Patrick Jamain. Téléfilm "rendez-moi mon nom"  réalisé par Patrice Martineau avec Steve Tran. Clip Musical Réalisé Mark Romanek avec Lenny Kravitz "Is There Any Love in Your Heart"      